# Spoorlijn Saarbrücken - Sarreguemines
De spoorlijn Saarbrücken - Sarreguemines is een Duits - Franse spoorlijn in de deelstaat Saarland en het departement Moselle. het Duitse gedeelte is als spoorlijn 3251 onder beheer van DB Netze. Het Franse gedeelte heeft lijnnummer 163 000.

## Geschiedenis
Het traject werd door de Preußische Staatseisenbahnen geopend op 1 juni 1870. Enkele weken later reed al weer de voorlopig laatste trein in de aanloop naar de Frans-Duitse Oorlog. Aanvankelijk was voorzien om van deze lijn de hoofdverbinding Brussel - Bazel te maken, door de annexatie van Elzas-Lotharingen na de oorlog kwam de lijn Spoorlijn Metz - Luxemburg in Duits bezit verloor dit plan zijn waarde.

## Treindiensten
De TER Alsace verzorgt het personenvervoer op dit traject met RE treinen. Daarnaast maakt de Saarbahn gebruik van het traject.
| Serie           | Treinsoort           | Route                                                           | Bijzonderheden         |
| --------------- | -------------------- | --------------------------------------------------------------- | ---------------------- |
| TER 86300 RE 19 | TER (SNCF)           | Strasbourg-Ville – Mommenheim – Sarreguemines – Saarbrücken Hbf | Rijdt eenmaal per dag. |
| STB 1           | Stadtbahn (Saarbahn) | Sarreguemines – Brebach – Saarbrücken Hbf – Lebach-Jabach       |                        |

## Aansluitingen
In de volgende plaatsen is of was er een aansluiting op de volgende spoorlijnen:
Saarbrücken Hauptbahnhof
DB 3230, spoorlijn tussen Saarbrücken en Karthaus
DB 3231, spoorlijn tussen Rémilly en Saarbrücken
DB 3240, spoorlijn tussen Saarbrücken en Neunkirchen
DB 3250, spoorlijn tussen Saarbrücken en Homburg
DB 3261, spoorlijn tussen Saarbrücken Rangierbahnhof W1 en Saarbrücken Hauptbahnhof W45
DB 3264, spoorlijn tussen Saarbrücken Rangierbahnhof W175 en Saarbrücken Hauptbahnhof W102
DB 3511, spoorlijn tussen Bingen en Saarbrücken
Saarbrücken Ost
DB 3250, spoorlijn tussen Saarbrücken en Homburg
Brebach
DB 3252, spoorlijn tussen Brebach en de aansluiting Halberg
DB 3254, spoorlijn tussen Brebach en Halberger Hütte
DB 7705, spoorlijn tussen Brebach en Etzenhofen
Sarreguemines
RFN 159 000, spoorlijn tussen Haguenau en Hargarten-Falck
RFN 161 000, spoorlijn tussen Mommenheim en Sarreguemines
RFN 168 000, spoorlijn tussen Berthelming en Sarreguemines
RFN 170 000, spoorlijn tussen Schwarzenacker en Sarreguemines

## Elektrificatie
Het traject werd in 1961 tot Brebach en in 1981 tot Sarreguemines geëlektrificeerd met een wisselspanning van 15.000 volt 16 2/3 Hz.

## Galerij

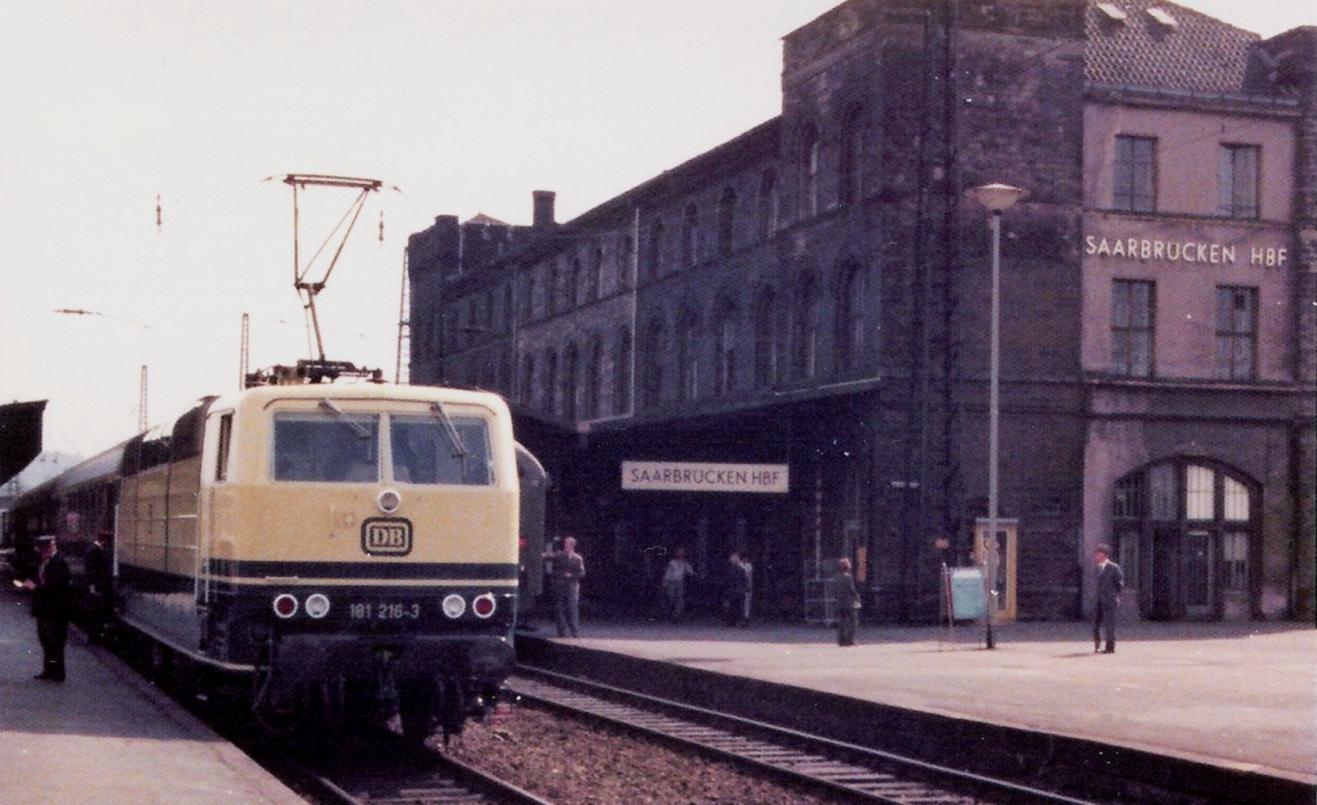
Saarbrücken Hauptbahnhof in 1975
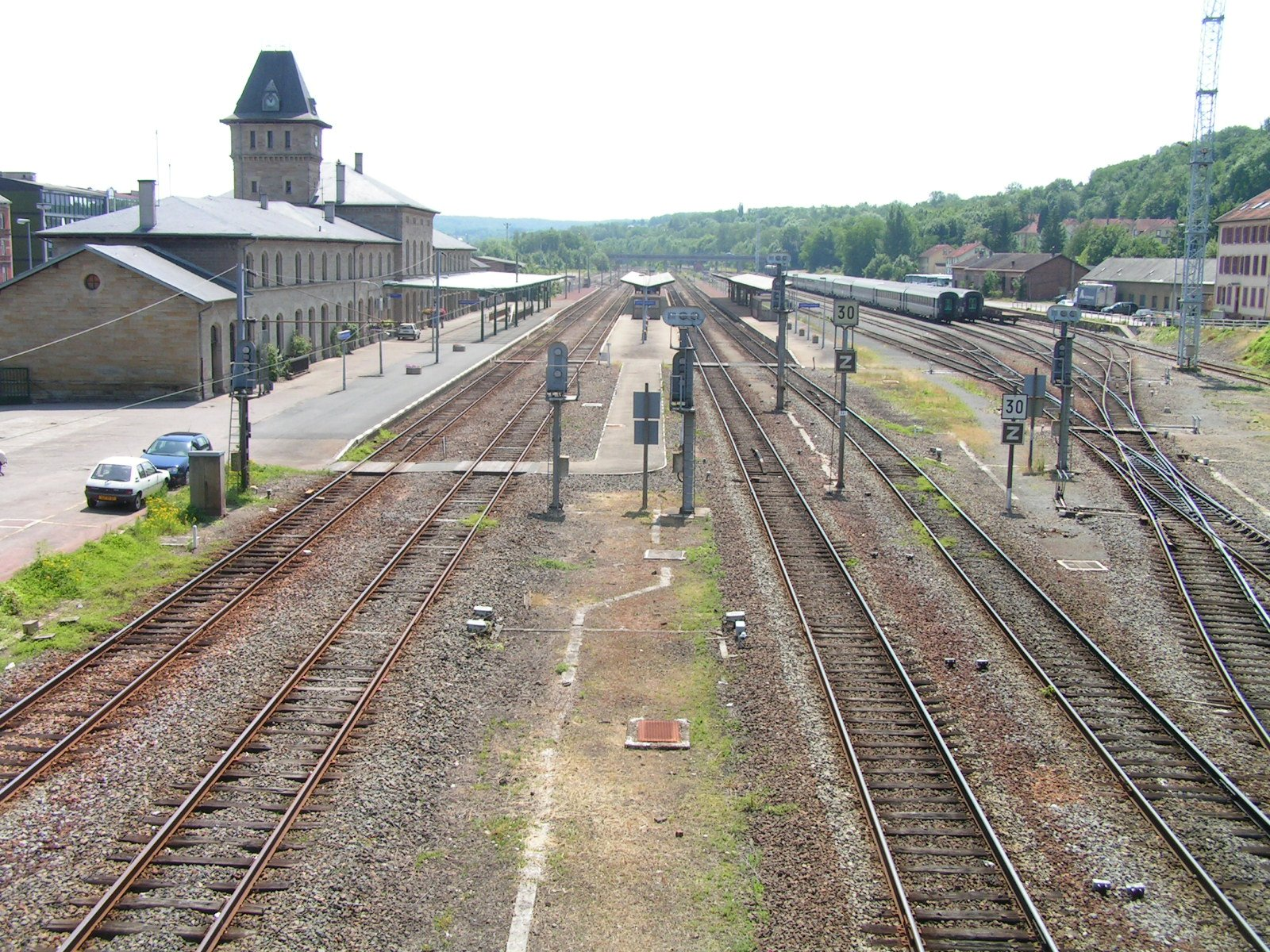
Station Sarreguemines